# Værftskrisen (Sverige)
Værftskrisen (svensk: Varvskrisen) er en svensk betegnelse for en epoke i svensk erhvervsliv, som havde sammenhæng med ændrede behov for skibstonnage i verdens handelsflåder fra ca. 1969. Sverige var storleverandør af skibe, men mistede sine byggeopgraver i denne periode, fordi svenske værfter ikke var konkurrencedygtige.